# Craonne
Craonne település Franciaországban, Aisne megyében. Lakosainak száma 85 fő (2022. január 1.). Craonne Bouconville-Vauclair, Corbeny, Craonnelle, Pontavert és La Ville-aux-Bois-lès-Pontavert községekkel határos.

## Népesség
A település népességének változása:
| Lakosok száma | 140  | 78   | 68   | 65   | 77   | 80   | 82   | 83   | 84   | 85   |
|               | 1968 | 1982 | 1990 | 2006 | 2013 | 2015 | 2017 | 2019 | 2020 | 2022 |